# BBE (danceact)
BBE of B.B.E. is een dance-act bestaande uit Bruno Sanchioni, Bruno Quartier, Frederic De Backer en Emmanuel Top. Ze hadden een aantal grote trancehits eind jaren 90, zoals Seven Days and One Week (1996), Flash (1997) en Desire (1997). Met name Seven Days And One Week wordt nog altijd gezien als een tranceklassieker.
De groepsleden zijn allen trancepioniers die klassiekers op hun naam hebben staan. Zo werkte Bruno Sanchioni mee aan de tranceklassieker Age Of Love en is Bruno Quartier de man achter de hit Nalin & Kane - Open Your Eyes.

## Hitlijsten
| Single met eventuele hitnotering(en) in de Nederlandse Top 40 | Datum van verschijnen | Datum van binnenkomst | Hoogste positie | Aantal weken | Opmerkingen             |
| ------------------------------------------------------------- | --------------------- | --------------------- | --------------- | ------------ | ----------------------- |
| Seven Days & One Week                                         | 1996                  | 21-09-1996            | 3               | 8            | Dancesmash op Radio 538 |
| Flash                                                         | 1997                  | 01-03-1997            | 28              | 3            | Dancesmash op Radio 538 |

| Single met hitnotering(en) in de Vlaamse Ultratop 50 | Datum van verschijnen | Datum van binnenkomst | Hoogste positie | Aantal weken | Opmerkingen |
| ---------------------------------------------------- | --------------------- | --------------------- | --------------- | ------------ | ----------- |
| Seven Days & One Week                                | 1996                  | 14-09-1996            | 3               | 21           |             |
| Flash                                                | 1997                  | 15-02-1997            | 20              | 11           |             |
| Desire                                               | 1997                  | 22-11-1997            | 26              | 9            |             |
| Deeper Love (Symphonic Paradise)                     | 1998                  | 07-03-1998            | tip 15          |              |             |